# Zumpango del Río
Zumpango del Río – miasto w Meksyku, w stanie Guerrero.